# Joey Styles
Joseph Carmine Bonsignore (Bronx (New York), 14 juli 1971), beter bekend als Joey Styles, is een Amerikaans voormalig professionele worstel play-by-play commentator en presentator. Joseph werkt bij World Wrestling Entertainment (WWE) als Directeur van "Digital Media Content" voor WWE.com.

## Prijzen en prestaties
- Wrestling Observer Newsletter Awards
  - Beste Televisie Commentator (1994-1996)